# Illadelph Halflife
Illadelph Halflife é o terceiro álbum de estúdio do grupo de hip hop americano The Roots, lançado em 24 de setembro de 1996 pela Geffen Records.[carece de fontes?] Possui um som mais forte e mais amplo que o seu álbum anterior, Do You Want More?!!!??! (1995). O álbum também contém participações de músicos de R&B, como Amel Larrieux e D'Angelo, bem como de músicos de jazz como David Murray, Steve Coleman, Cassandra Wilson, Graham Haynes. Em 1998, o álbum foi selecionado como um dos 100 Melhores Álbuns de Rap pela The Source.[carece de fontes?] Em 2006, o álbum foi selecionado como um dos 100 melhores Álbuns de Rap de 1995 a 2005 pela Hip-Hop Connection.

## Faixas
| N.º            | Título                                               | Duração |  |
| 1.             | "Intro"                                              | 0:34    |  |
| 2.             | "Respond / React"                                    | 5:07    |  |
| 3.             | "Section"                                            | 4:08    |  |
| 4.             | "Panic!!!!!!"                                        | 1:24    |  |
| 5.             | "It Just Don't Stop"                                 | 4:33    |  |
| 6.             | "Episodes" (part. Dice Raw)                          | 5:56    |  |
| 7.             | "Push Up Ya Lighter" (part. Bahamadia)               | 4:36    |  |
| 8.             | "What They Do" (part. Raphael Saadiq)                | 5:57    |  |
| 9.             | "? Vs. Scratch"                                      | 1:47    |  |
| 10.            | "Concerto Of The Desperado"                          | 3:38    |  |
| 11.            | "Clones" (part. Dice Raw, M.A.R.S.)                  | 4:54    |  |
| 12.            | "UNIverse At War" (part. Common)                     | 4:55    |  |
| 13.            | "No Alibi"                                           | 5:11    |  |
| 14.            | "Dave Vs. US"                                        | 0:50    |  |
| 15.            | "No Great Pretender"                                 | 4:25    |  |
| 16.            | "The Hypnotic" (part. D'Angelo)                      | 5:19    |  |
| 17.            | "Ital (The Universal Side)" (part. Q-Tip)            | 4:53    |  |
| 18.            | "One Shine" (part. Joshua Redman, Cassandra Wilson)  | 5:40    |  |
| 19.            | "The Adventures In Wonderland" (part. Ursula Rucker) | 4:34    |  |
| 20.            | "Outro"                                              | 0:15    |  |
| Duração total: | Duração total:                                       | 78:45   |  |

## Desempenho nas paradas musicais
| Paradas (1996)                          | Melhor posição |
| --------------------------------------- | -------------- |
| Estados Unidos (Billboard 200)          | 21             |
| Estados Unidos (Top R&B/Hip Hop Albums) | 4              |